# Argalario
Argalario (514 m) es un monte y zona de recreo situada en Baracaldo (Vizcaya, País Vasco, España), perteneciente a los montes de Triano y cercano al monte Mendibil (549 m) en el Valle de Trápaga.

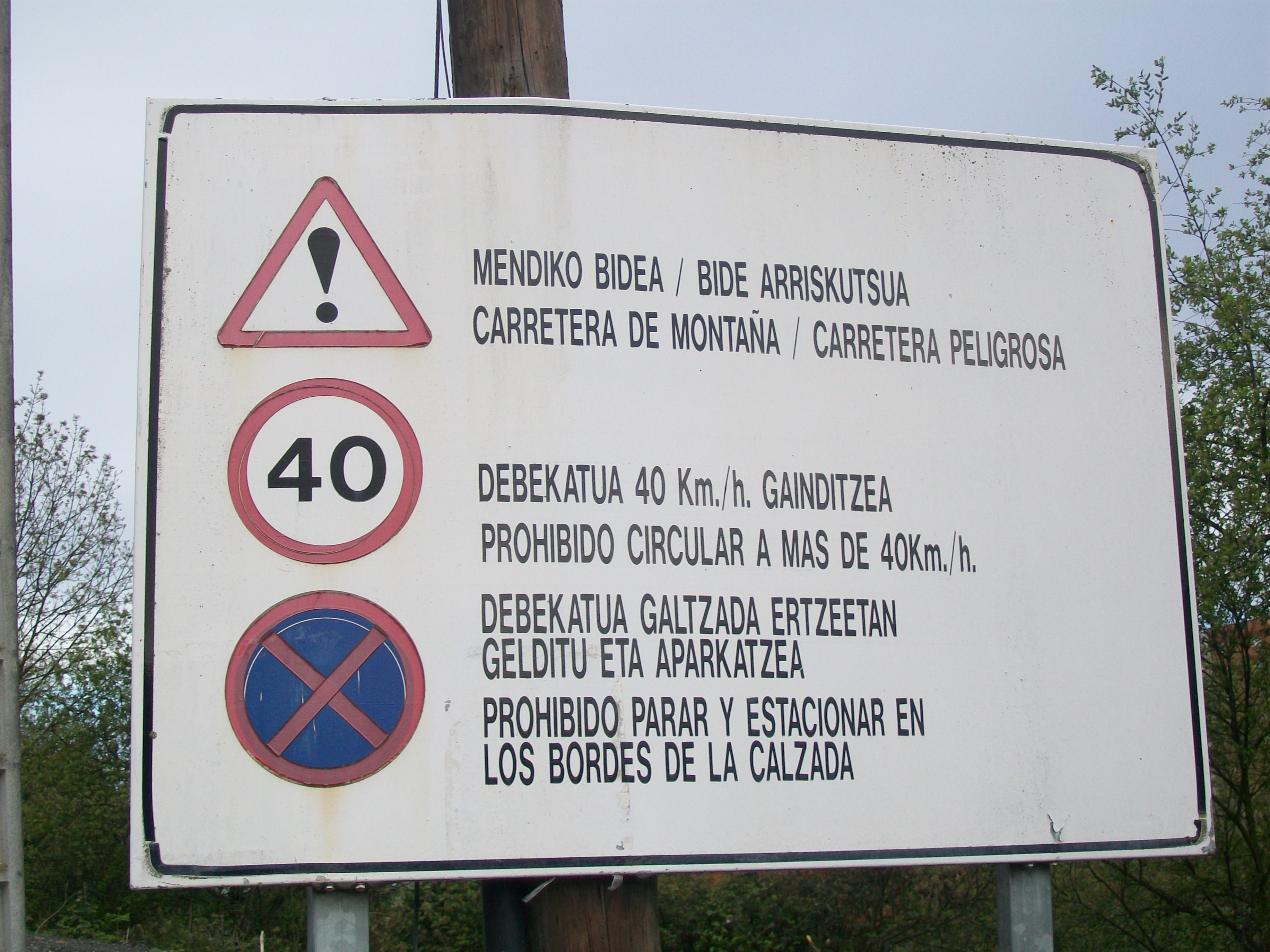
Señal de advertencia al inicio de la carretera principal de ascenso al Argalario (barrio de Bengolea).

Es visible desde gran parte del Gran Bilbao gracias a la gran antena de telecomunicaciones que corona el monte Mendibil. Debido al mantenimiento de esa antena la carretera de acceso a Argalario-Mendibil es la carretera totalmente asfaltada más alta de la zona del Gran Bilbao; y no solo eso, sino que además tiene doble vertiente asfaltada (por el barrio de Retuerto y Bengolea en Baracaldo y por el barrio de Larreineta en el Valle de Trápaga).
Es cruzado por dos túneles de la autopista Supersur: Túnel de Argalario (1816 m) y Túnel de Mesperuza (590 m).

## Celda de lindane
Es conocido por albergar en sus faldas una celda de seguridad de lindane, peligroso pesticida cuyos restos tóxicos fueron esparcidos sin ningún permiso ni control por Vizcaya e incluso por las provincias de Soria y Palencia. Tras encontrar parte de esos restos, y junto a los guardados en almacenes, esos miles de toneladas finalmente fueron enterradas en celdas de seguridad debido a su peligrosidad y a la imposibilidad de su eliminación debido a que está mezclado con tierra si bien algunos restos fueron y son eliminados mediante incineración a través de un largo y costoso proceso. Sorprendentemente aún se siguen encontrando restos sin control por la zona.
La elección de este lugar para la instalación fue debido a que:

"Barakaldo es el municipio donde se localizaban los vertederos con mayor presencia de HCH de la CAPV (...) la ubicación de la celda se basó en los criterios anteriormente mencionados y en la existencia de un vertedero de residuos sólidos urbanos en la misma zona. Este vertedero albergaba más de 600.000 m3 de residuos urbanos. El área donde se ubicaba el vertedero estaba degradada ambientalmente y una de las condiciones exigidas en la redacción del Proyecto de la celda era que, para ubicar la celda de seguridad en el lugar designado, era preciso recuperar en primer lugar el vertedero de residuos."

El acceso a los alrededores de la celda de seguridad es libre mediante carreteras que bordean la celda -el acceso superior tiene una valla siempre abierta- y dentro de ella hay un parque con un campo polideportivo de cemento aunque con acceso restringido ya que está vallado.
Este problema no fue solo de Vizcaya ya que se llegó a recibir residuos de fuera del País Vasco. En 2016 el grupo ecologista Ekologistak Martxan tuvo acceso a un documento oficial en el que se indicaba que una fábrica de similares características de Sabiñanigo (Huesca) iba a trasladar sus residuos a una empresa auxiliar de Gallarta (Standard Quimica-Bilbao) con el objetivo de poder obtener la licencia de actividad. Sin embargo, solo 3 años después, todos los residuos se quedaron en Sabiñanigo y sus inmediaciones donde no se ha realizado ninguna medida efectiva para su control y almacenamiento.

## Accesos
Los accesos más comunes se sitúan en Baracaldo debido al escasísimo tráfico que tienen estas carreteras (excepto en los barrios de las laderas como Retuerto y Bengolea -carretera principal- Kareaga, Sesumaga y Zabalenkanpa donde se puede encontrar algún vehículo de los pocos residentes de la zona). Si se asciende por la carretera principal de Retuerto y Bengolea una vez se llega al barrio de Aguirre, 150 m s. n. m., la señalización disminuye y apenas se pueden encontrar unas pocas señales verticales en mal estado advirtiendo del peligro de las curvas y una de prohibido tirar colillas por peligro de incendio a 1 km de Argalario y 2 km de Mendibil. La única indicación a Argalario se sitúa antes de llegar a Aguirre en el desvío a Santa Lucía.
También es accesible desde la zona recreativa de La Arboleda (Zugastieta) tomando dirección Larreineta, en la carretera   BI-3755  (Valle de Trápaga/Trapagaran a La Arboleda), y seguidamente el desvío a Barrionuevo. Al igual que por la otra vertiente, una vez se llega al barrio de Barrionuevo, cota 440 m s. n. m., la señalización disminuye considerablemente y en este caso no hay ninguna que indique dirección Argalario en ningún momento.